# Henri Mondor
Henri Mondor (Saint-Cernin, Cantal, 20 de mayo de 1885-Neuilly-sur-Seine, 6 de abril de 1962) fue un médico y escritor francés.

## Biografía
Henri Jean Justin Mondor fue hijo de Jacques Armand Mondor, director de la escuela de educación primaria de Saint-Cernin, y de Jeanne Agnès Vidal, ama de casa. Gracias a su familia, tuvo acceso a libros que le permitieron adquirir una rica formación y unos destacables valores.
Estudió en el liceo Émile Duclaux, en Aurillac, y obtuvo excelentes calificaciones en todas las disciplinas. En 1903 se trasladó hasta París para estudiar Medicina en la universidad.

## Carrera profesional
Mondor ejerció de profesor de Clínica Quirúrgica en la Facultad de Medicina de París y fue miembro de la Academia de Medicina desde 1945. En 1946 ingresó en la Academia Francesa y en 1961 en la Academia de Ciencias. Además de sus trabajos médicos, también son de interés aquellos de carácter literario, entre los que destaca la Vie de Mallarmé (1941-1942), producto de una investigación de 20 años.

## Obras
- Lettres d'images pour Georges Duhamel (1937)
- Salut au poète (1938)
- Grands Médecins presque tous (1943)
- Pasteur (1945)
- Histoire d'un faune (1950)
- L'affaire du Parnasse (1950)
- Eugène Lefebvre (1951)
- Alain (1953)
- Précocité de Valéry (1957)